# James Heckman
James Joseph Heckman (Chicago, 19 april 1944) is een Amerikaans econoom.
In 2000 ontving Heckman samen met Daniel McFadden de Prijs van de Zweedse Rijksbank voor economie.
1969: Frisch, Tinbergen ·
1970 : Samuelson ·
1971: Kuznets ·
1972: Hicks, Arrow ·
1973: Leontief ·
1974: Myrdal, Hayek ·
1975: Kantorovitsj, Koopmans ·
1976: Friedman ·
1977: Ohlin, Meade ·
1978: Simon ·
1979: Schultz, Lewis ·
1980: Klein ·
1981: Tobin ·
1982: Stigler ·
1983: Debreu ·
1984: Stone ·
1985: Modigliani ·
1986: Buchanan ·
1987: Solow ·
1988: Allais ·
1989: Haavelmo ·
1990: Markowitz, Miller, Sharpe ·
1991: Coase ·
1992: Becker ·
1993: Fogel, North ·
1994: Harsanyi, Nash, Selten ·
1995: Lucas ·
1996: Mirrlees, Vickrey ·
1997: Merton, Scholes ·
1998: Sen ·
1999: Mundell ·
2000: Heckman, McFadden ·
2001: Akerlof, Spence, Stiglitz ·
2002: Kahneman, Smith ·
2003: Engle, Granger ·
2004: Kydland, Prescott ·
2005: Aumann, Schelling ·
2006: Phelps ·
2007: Hurwicz, Maskin, Myerson ·
2008: Krugman ·
2009: Ostrom, Williamson ·
2010: Diamond, Mortensen, Pissarides ·
2011: Sims, Sargent ·
2012: Roth, Shapley  ·
2013: Fama, Hansen, Shiller  ·
2014: Tirole  ·
2015: Deaton  ·
2016: Hart, Holmström ·
2017: Thaler ·
2018: Nordhaus, Romer ·
2019: Banerjee, Duflo, Kremer ·
2020: Milgrom, Wilson ·
2021: Imbens, Angrist, Card ·
2022: Bernanke, Diamond, Dybvig ·
2023: Goldin ·
2024: Acemoglu, Johnson, Robinson
- Bibsys: 90276251
- Bibliothèque nationale de France: cb12339035d (data)
- CiNii: DA03444598
- DBLP: 163/1291
- Gemeinsame Normdatei: 128844329
- International Standard Name Identifier: 0000 0000 8086 030X
- Library of Congress Control Number: n84191104
- Mathematics Genealogy Project: 198375
- Bibliotheek van het Japanse parlement: 001208833
- Nationale Bibliotheek van Tsjechië: vse2010601567
- Nationale Bibliotheek van Israël: 987007425186205171
- Nationale Bibliotheek van Polen: a0000002936071
- Nationale en Universitaire bibliotheek Zagreb: 000363556
- Nederlandse Thesaurus van Auteursnamen: 071690824
- ORCID: 0000-0002-0399-662X
- Réseau des bibliothèques de Suisse occidentale: 02-A003357107
- Istituto Centrale per il Catalogo Unico: UBOV009017
- LIBRIS: 231349
- SNAC: w640411f
- Système universitaire de documentation: 032342276
- Virtual International Authority File: 7366826
- WorldCat: E39PBJdmpPpKgW34tGfDdgjpyd